# The National (Emirati Arabi Uniti)
The National è un quotidiano in lingua inglese di proprietà del governo degli Emirati Arabi Uniti.
Edito ad Abu Dhabi, fu fondato nel 2008 e dal 2017 è diretto dalla giornalista britannica Mina Al-Oraibi.
Abu Dhabi Media, la società statale dei media, gestisce il giornale insieme con una scuderia di altre pubblicazioni, tra cui Al Ittihad, Zahrat Al Khaleej, Majed, e National Geographic Al Arabiya (in collaborazione con National Geographic). La carta, un quotidiano in lingua inglese con sede ad Abu Dhabi, ha pubblicato il suo primo numero il 17 aprile, sotto stretto controllo del Medio Oriente e all'estero. Con il suo impegno possa emulare gli standard giornali occidentali e per "aiutare la società si evolvono," Le rivendicazioni nazionali da un'anomalia in Medio Oriente, dove la maggior parte dei media sono strettamente controllati dal governo - ma ci sono stati diversi dimissioni di alto livello in tutta la redazione per quanto riguarda le storie a spillo e impotenza del giornale quando coprono le storie di Abu Dhabi. Il lavoro è organizzato in quattro sezioni giornaliere (News, Business, Sport e Arte e Vita) con rotazione settimanali, tra cui UltraTravel e un titolo nuovo lusso.
Il National ha costruito il suo personale reclutando circa 200 giornalisti proveniente dai giornali di tutto il mondo, tra cui il Wall Street Journal, il New York Times e il Daily Telegraph di Gran Bretagna. Martin Newland è stato redattore del Daily Telegraph 2.003-2.005, e portò con sé molti ex dipendenti Telegraph, in particolare Colin Randall (ex redattore esecutivo Telegraph notizie), Sue Ryan (ex caporedattore) e senior fotografo Stephen Lock (che ha coperto notizie nazionali ed esteri e il circuito internazionale della moda per 20 anni sul Daily Telegraph).
Anche se ci sono stati cambiamenti nella redazione nel corso degli ultimi anni, principalmente a causa di ristrutturazione expat zangola e limitato, i livelli di personale rimangono a 200. I tagli sono un riflesso dell'incapacità della carta di generare reddito sufficiente attraverso la pubblicità e gli abbonamenti. In precedenza, nel 2012 si separarono con il loro direttore vendite e le responsabili delle vendite di tutti i film editoriali sono state fuse in un unico team. Nonostante gli elevati livelli di marketing in tutto il paese la carta lottato per 10.000 sottoscrizioni dopo il lancio e si ritiene che i livelli di sottoscrizione attuali sono circa 7.500, ma il titolo non è sottoposto a revisione contabile non sono disponibili informazioni attendibili a sostegno di questo.
Il documento copre argomenti come notizie locali e internazionali, economia, sport, arti e la vita, di viaggio e l'automobilismo. Il gruppo target della carta può essere descritto come colto, benestante, in giro, imprenditori, decisori e influenzatori chiave e avvoltoi e viaggiatori (culturali).